# サラノマングース
サラノマングース（Salanoia concolor）は、哺乳綱ネコ目（食肉目）マダガスカルマングース科サラノマングース属に分類される食肉類。

## 分布
マダガスカル島北東部固有種

## 形態
体長25-35センチメートル。尾長16-25センチメートル。体重0.6-0.8キログラム。毛衣は褐色。黒や淡黄褐色の体毛が混じる。

## 分類
イジドール・ジョフロワ・サン＝ティレールによって、1837年にワオマングース属の構成種 Galidia unicolor および Galidia olivacea として記載された。現在ワオマングース属はワオマングース Galidia elegans のみの1属1種である。なお、このときの種小名  unicolor は誤植であり、後日ジョフロワ・サン=ティレール本人の注記と訂正表によって concolor に訂正された。1865年、イギリスの動物学者ジョン・エドワード・グレイは Galidia 属の亜属として Salanoia亜属（サラノマングース属）を設け、concolor と olivacea  をサラノマングース属に分類した。1882年、イギリスの動物学者セントジョージ・ジャクソン・マイバートもまたconcolor と olivacea  をGalidia属から分け、別の Hemigalidia 属に分類したが Salanoia とは記載しなかった。1904年、アメリカの動物学者パーマーは著書 Index generum mammalium の中で、この種の属名としてはSalanoia が適当であると述べている。動物学者グラバー・モリル・アレンは1939年、 Salanoia olivacea  と S. unicolor の2種として記載しているが、1972年に、ローランド・アルビニャックは単一の種であることを認め Salanoia concolor と記載している。2010年、サラノマングース属2番目の種としてダレルズ・ボンツィラ Salanoia durrelli が記載された。

## 生態
多雨林に生息するが、ヨシ原に生息することもある。単独もしくはペアで生活する。昼行性で、夜間になると地面に空いた穴や樹洞、樹上などで休む。
食性は雑食で、昆虫、カエル、小型哺乳類、果実などを食べる。
繁殖形態は胎生。主に夏季に1回に1頭の幼獣を産む。4年9か月の飼育記録がある。

## 人間との関係
生息地の破壊により生息数は激減している。